# Silbiger-ház (Miskolc, Széchenyi utca 27.)
A Silbiger-ház Miskolcon, a Széchenyi István utca 27. szám alatt áll. 1888-ban építtette egy Silbiger István nevű helyi ügyvéd.

## Története
A Széchenyi utca egyik leghosszabb szalagtelke a 18. században egy Mezei István nevű polgáré volt, majd a 19. század elején a telken már három tulajdonos osztozott. Az utcai telekrészt 1884-ben Silbiger István ügyvéd vásárolta meg. Előbb átépíttette az ott álló házat, majd 1888-ban építtette fel az egyemeletes épületet, a főutcára néző homlokzattal. A földszinten két üzlethelyiség volt (váltakozva cipőüzlet, parókakészítő, fehérnemű-készítő, férfiruha- és posztókereskedés stb.), aztán nagyjából a rendszerváltásig a bal oldali részt férfidivatáru-üzlet, a jobb oldalit pedig kalapszalon foglalta el. A lakó szekció az emeleten volt, az udvari részen pedig a földszinten. A közel 500 négyszögöles szalagtelken a főutcai épületre merőlegesen (L alakban) viszonylag egyszerű külső megjelenésű, hosszú, földszintes toldaléksor kapcsolódik, amely valamikor a 19. században épült. Az épület egy mézeskalácsos mester lakása és műhelye volt.

## Leírása
A ház 5+1 tengelyű, az ablakok egyszerűek, alsó és felső részükön kissé kiemelkedő párkányokkal. A könyöklőpárkányok alatt faltükrök, a szemöldökpárkányok alatt pedig virágos vakolatdíszítmények helyezkednek el. A keleti (jobb oldali) tengelybe félkörívvel záródó kapubejárót építettek. Eredeti kapuszárnyai az 1960-as években eltűntek, feketére festett lemezkapu került a helyére, felső részén azonban jó állapotban megmaradt a díszes kovácsoltvas betét. A kapualj dongaboltozatos, a lépcsőházba bal oldalon, szegmensíves átjárón át lehet bejutni. Az udvari rész emeletén függőfolyosó fut végig, amit öntöttvas konzolok tartanak. Az épület magasságirányban, tömegében és arányaiban a balról szomszédos, 25. számú, László-házhoz igazodik (nem igazodik azonban hozzá a jobb oldalára [később] épült háromemeletes Hitelintézeti palota). Az északi irányban elhúzódó szárnyépület szimmetrikus kiképzésű, „a népi építészetből ismert hármas osztású lakóház későbarokk polgári variánsa”. Az udvari rész az ott működő kávéház mögött le van zárva. A házat a 2000-es évek közepén renoválták, miközben az üzletportált és a belső tereket is átalakították. 2006-ban rendeztek egy főutcai portálversenyt, és a városi polgároknak ez a portál tetszett a legjobban. A bal oldali üzlethelyiségben ajándékbolt van, a jobb oldaliban pedig egy nívós borszaküzlet működik, az udvarban pedig kávéház üzemel.

## Képek

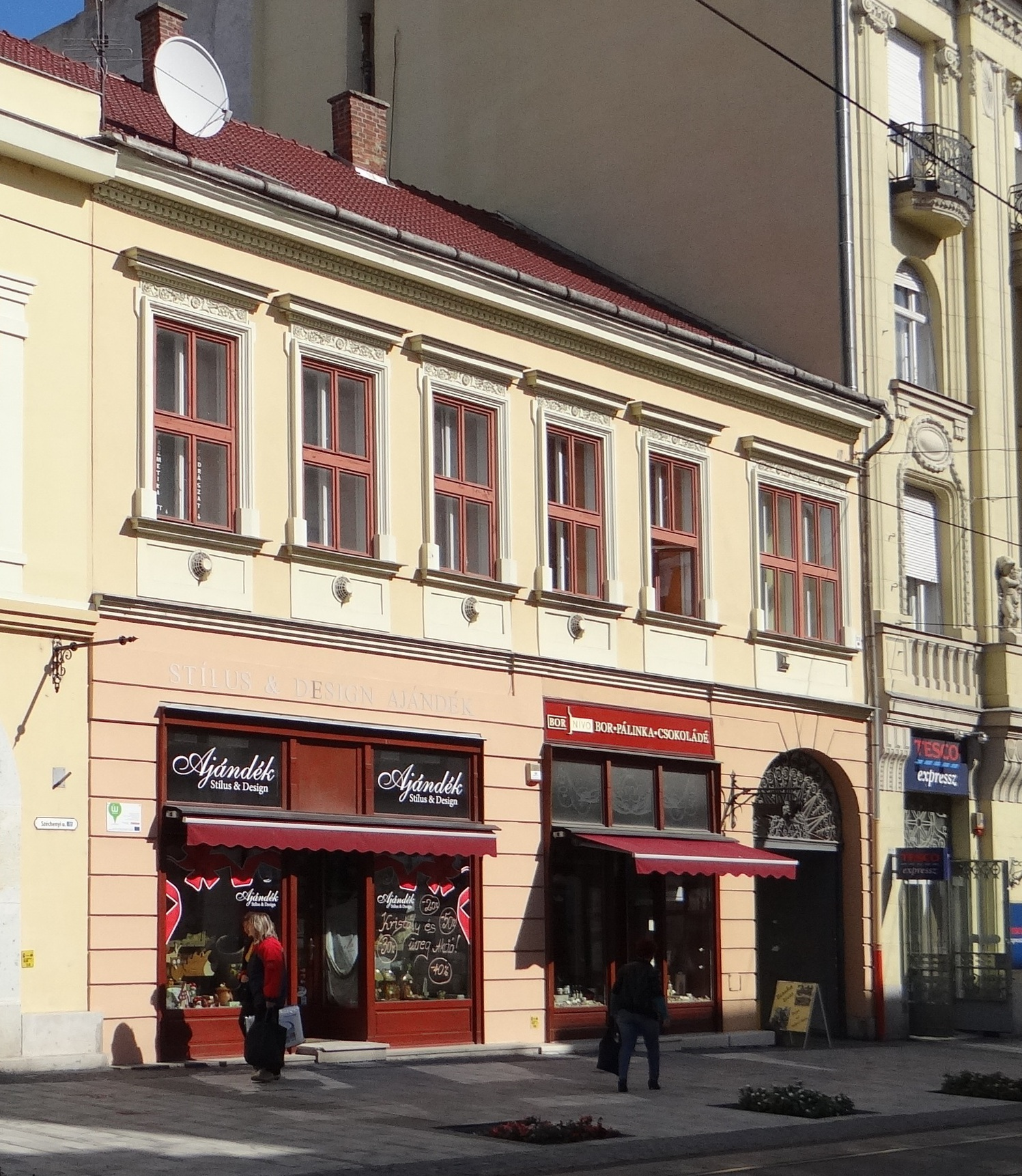
Az épület délnyugatól
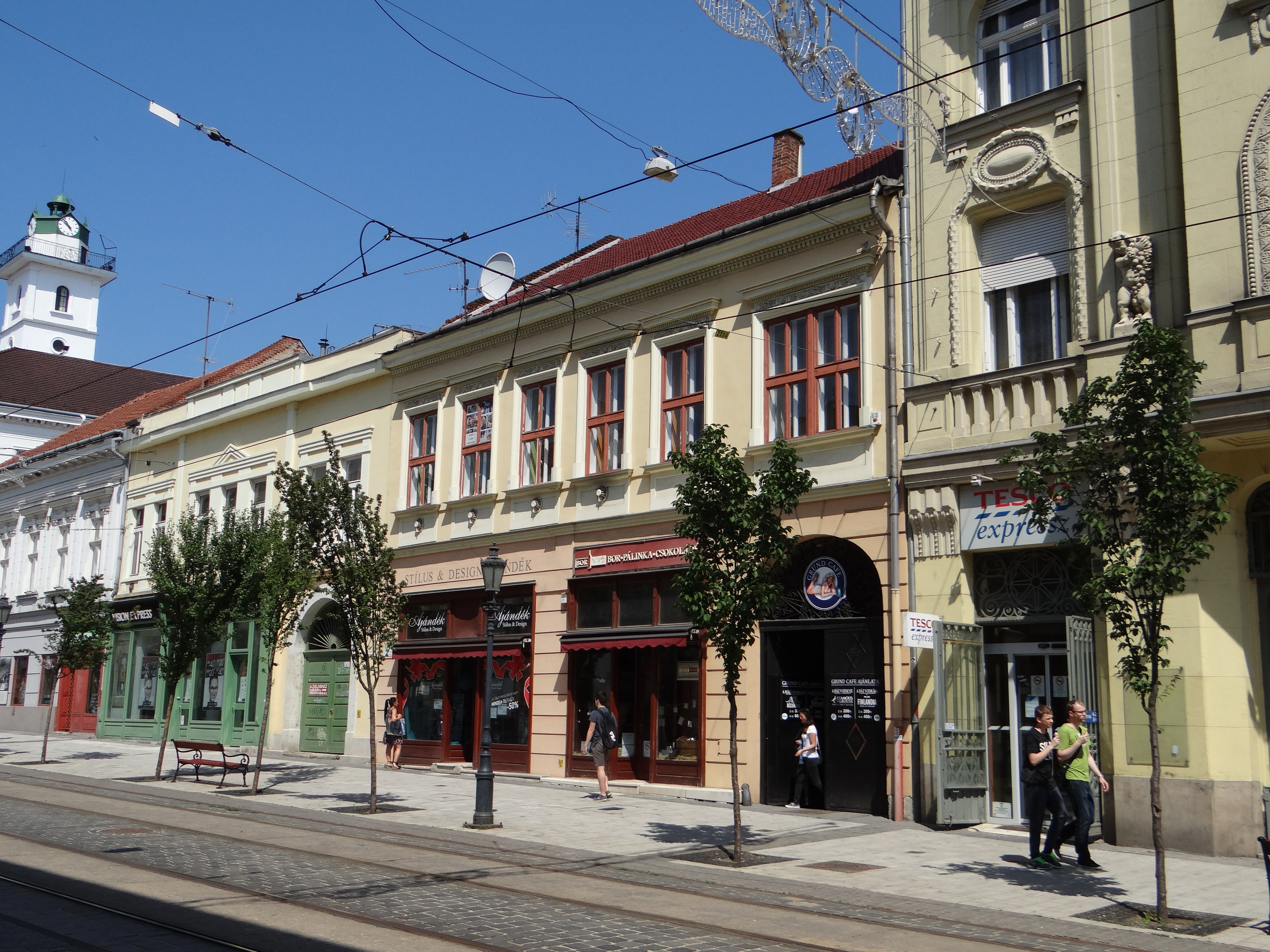
Délkeletről, környezetében
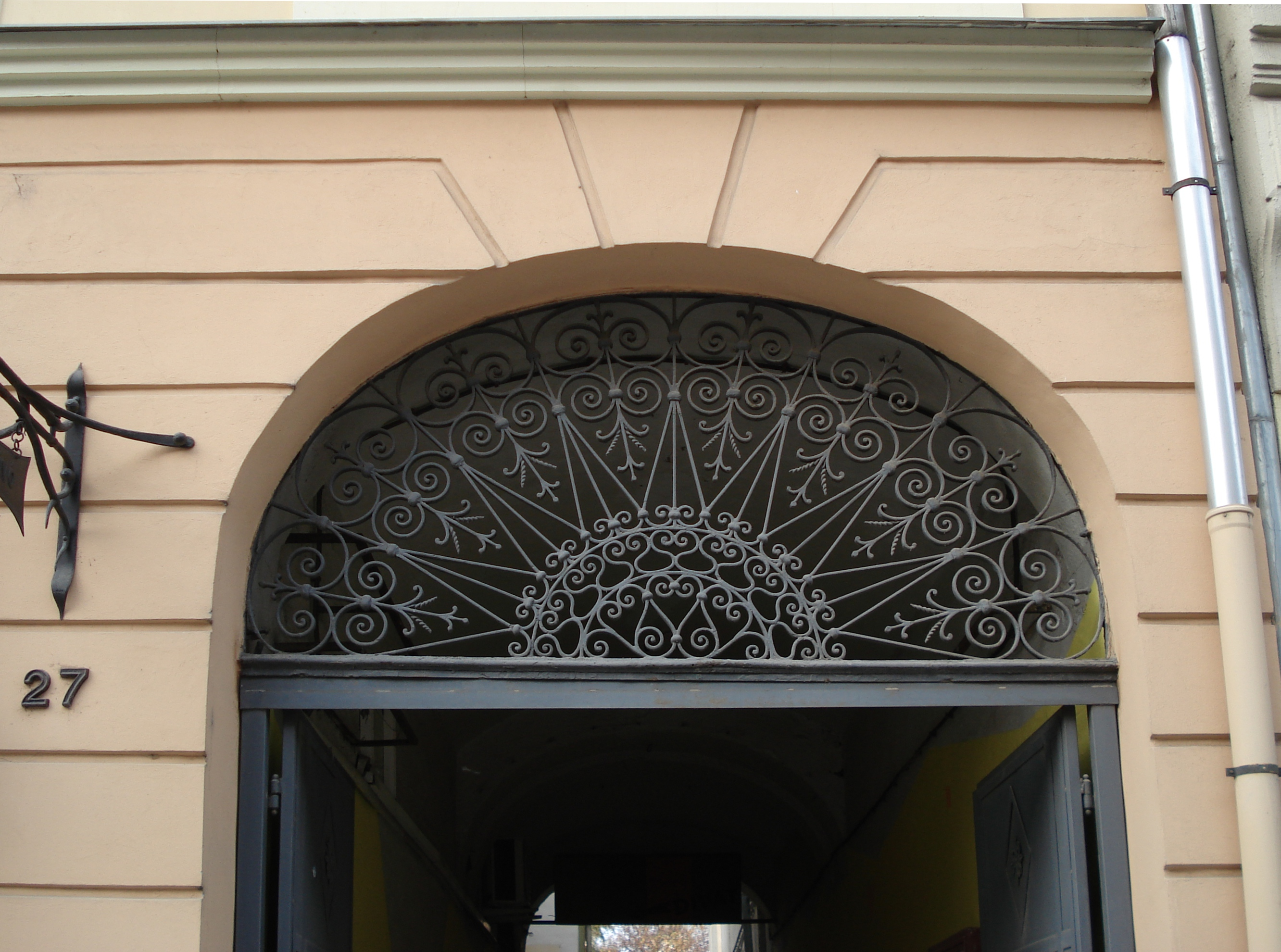
A kapubejáró kovácsoltvas dísze
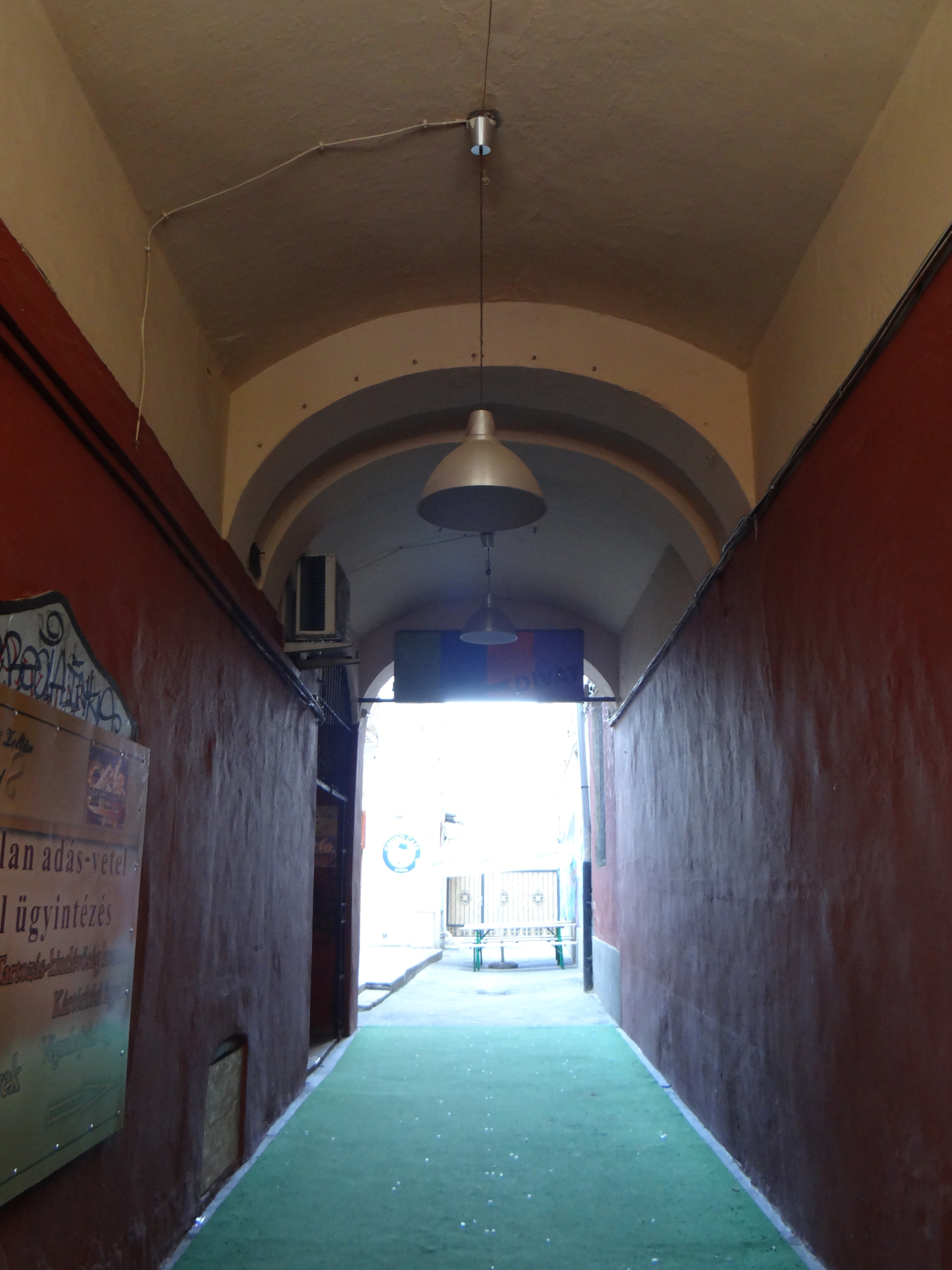
A kapualj
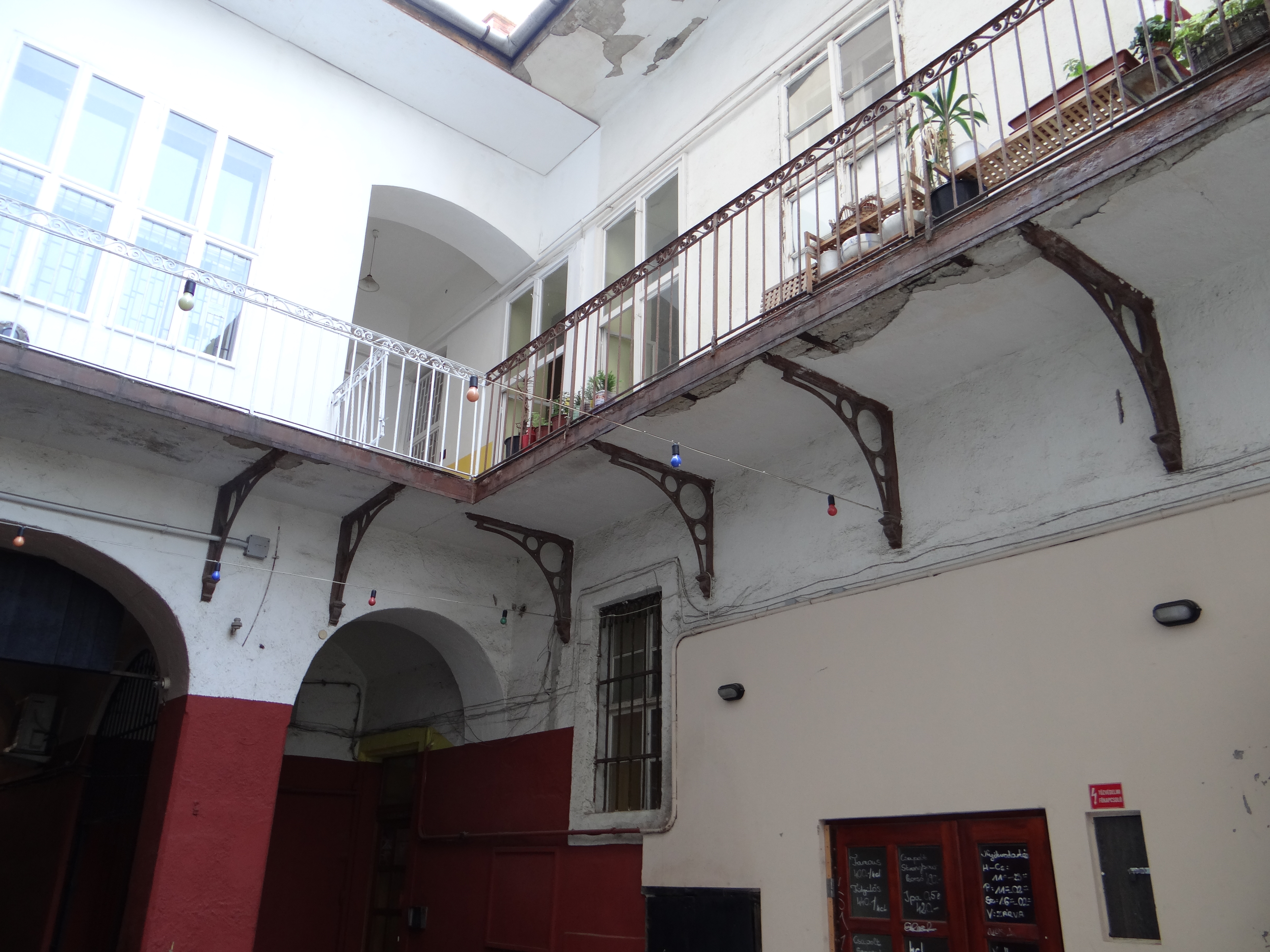
Függőfolyosó az udvari részen
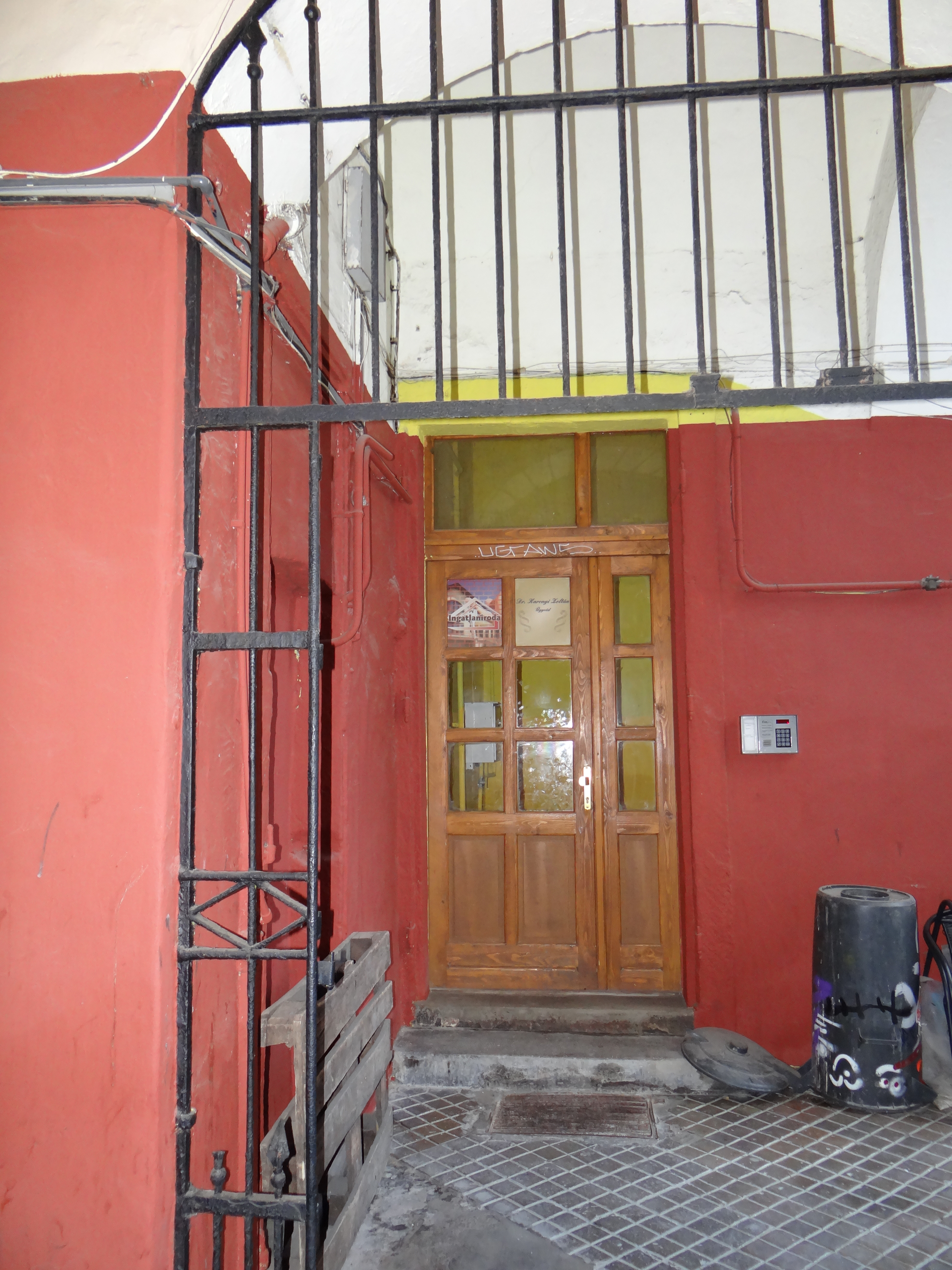
Lépcsőházi bejárat